# Craig Breedlove

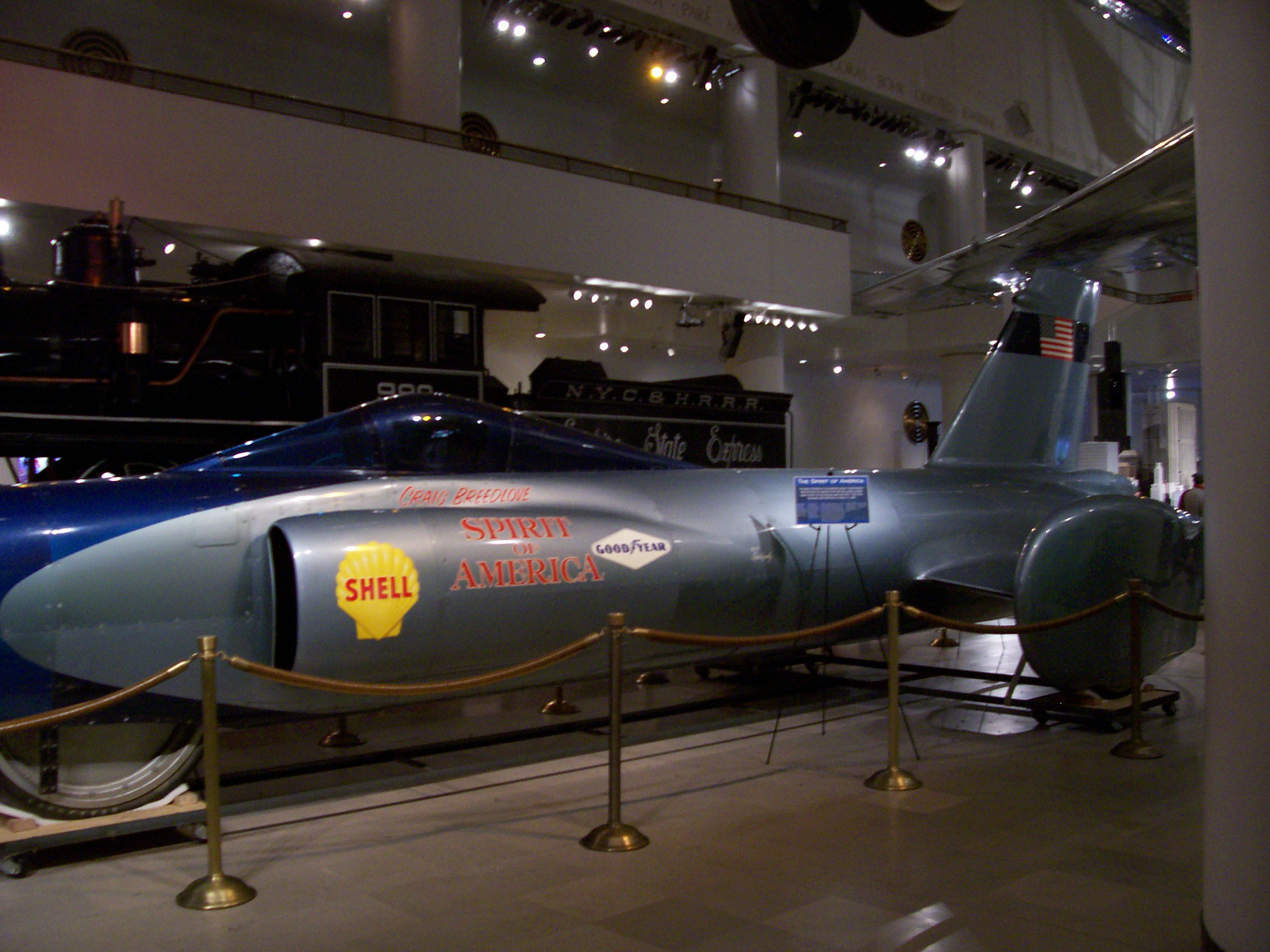
Spirit of America exhibido en el Museo de Ciencia e Industria (Museum of Science and Industry) en Chicago

Craig Breedlove (23 de marzo de 1937 - 4 de abril de 2023) fue un piloto de automovilismo estadounidense. Ostentó en cinco ocasiones el récord del mundo de velocidad en tierra. Fue el primero en alcanzar 400 mph (643,7 km/h), 500 mph (804,7 km/h) y 600 mph (965,6 km/h), usando vehículos impulsados con motores a reacción, todos ellos llamados "Espíritu de América" Spirit of America.

## Récords de velocidad en tierra

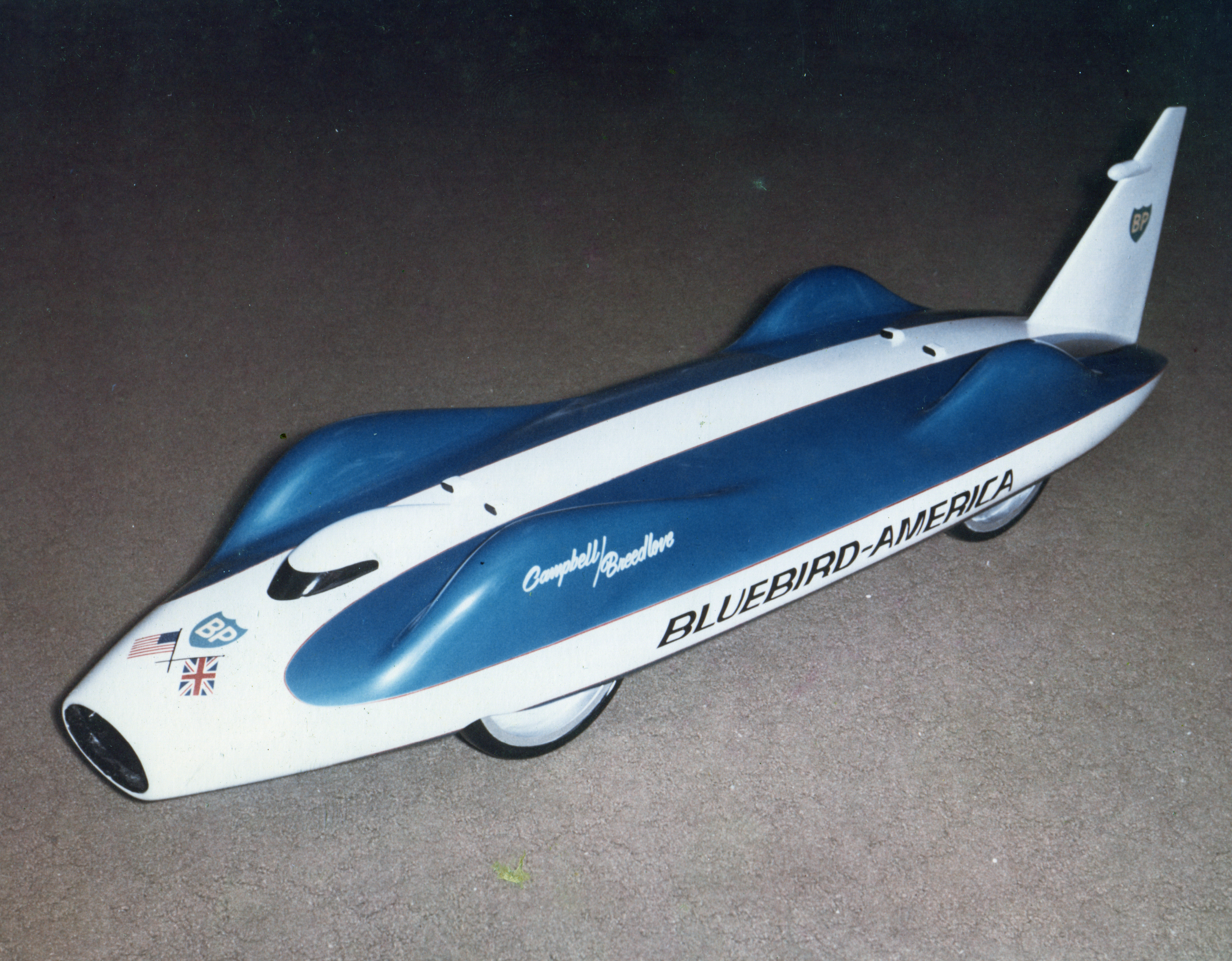
Modelo de Donald Campbell Bluebird utilizado en la promoción de Breedlove.

En 1962, hizo su primer intento en un vehículo a tres ruedas; impulsado por un motor General Electric J47. El 5 de agosto de 1963, su primer Spirit efectuó el primer intento para batir el récord, usando solo el 90% de la potencia disponible para alcanzar 388,47 mph (625,2 km/h) over the measured mile. Durante el trayecto de regreso, y utilizando el 95% de la potencia, alcanzó los 407,45 mph (655,7 km/h). En ese intento el Spirit of America rodó tan ligero, que ni siquiera necesitó cambiar los neumáticos.
Para 1964, Breedlove tuvo la competencia de Walt Arfons con su Wingfoot Express (pilotado por Tom Green), así como también, del hermano de éste, Art Arfons, con su " Monstruo Verde " Green Monster (vehículo legal para la FIA por tener 4 ruedas y no 3). Con mayor potencia de motor, Breedlove mejoró su récord a 468,72 mph (754,3 km/h) con muchísima facilidad, luego subió a 526,28 mph (847 km/h).; lo que convirtió a Breedlove en el primer ser humano en sobrepasar las 500 millas 500 mph (804,7 km/h)en tierra. En éste intento ocurrió un incidente, en el que una de las líneas del paracaídas de frenado se rompió y el "Spirit" recorrió 5 mi (8 km) antes de pasar muy cerca de un poste de telégrafos y caer en un lago. Este récord se mantuvo durante 12 días hasta que el Green Monster lo rompió, llegando a los 536,71 mph (863,8 km/h).
Para hacer frente al Green Monster, Breedlove construyó un vehículo de 4 ruedas (aprobado por la FIA), El Sonic 1, impulsado por un motor General Electric J79 de 15000 caballos de vapor (11,000 kW). El 2 de noviembre de 1965, Breedlove ingresó en el libro de récords de la FIAal llegar a 555,483 mph (894 km/h). Esta marca duró incluso menos que la anterior, pues el Green Monster llegó 5 días después a 576,553 mph (927,9 km/h). Breedlove respondió con 600,601 mph (966,6 km/h)de ida y 608,201 mph (978,8 km/h) el 15 de noviembre, que mantuvo hasta 1970. Fue superado por Gary Gabelichen su Blue Flame, el cual alcanzó 630,388 mph (1014,5 km/h).) Para obtener el récord nuevamente, Breedlove estuvo planificando construir "un coche cohete supersónico", con asiento eyector incluido. 
También en 1965, la esposa de Breedlove, Lee, tomó asiento en el Sonic 1, e hizo 4 intentos alcanzando los 308,506 mph (496,5 km/h), convirtiéndola en la mujer más rápida sobre en tierra, y siendo la pareja más rápida sobre la tierra, récord que todavía permanece.
Durante 1968, Calvin Rampton, presidente de Graig Breedlove y Asociados, llegó a un acuerdo con el Gobernador de Utah, con el que obtuvieron un hangar para la construcción de un coche supersónico. Bill Lear, de Learjet, proporcionó apoyo, así como también, Art Linkletter. TRW les suministró un motor de cohete lunar; pero un cambio en el interés público hizo que el proyecto quedara relegado por un tiempo.
La compañía de Breedlove también negoció para utilizar el Bluebird CN7 de Donald Campbell (que en ese momento era el último que había roto el récord de velocidad).
Después de un prolongado descanso de los récords de velocidad, y de hacerse un nombre en el sector de los bienes raíces, Breedlove reinició el trabajo en un nuevo Spirit en 1992, llamado eventualmente Spirit of America Formula Shell LSRV. El vehículo de 44 ft 10 de largo, 8 ft 4 de ancho, y 5 ft 10 de altura (13.67 m by 2.54 m by 1.78 m) y un peso de 9,000 lb (4,100 kg), construido de tubos de acero con carrocería (chapa)de aluminio. El motor era el mismo que con el segundo "Spirit", un General Electric J79, pero fue modificado para quemar gasolina sin plomo y generar una potencia de empuje de 22,650 lbf (100.75 kN).
El primer recorrido del vehículo, en octubre de 1996, en el desierto de Black Rock, Nevada; terminó en un choque a una velocidad aproximada de 675 mph (1086,3 km/h). El vehículo retornó en 1997, pero el motor fue dañado en uno de los intentos, justo cuando los británicos del equipo ThrustSSC llegaban a 700 mph (1126,5 km/h), el reconstruido Spirit no pudo superar los 676 mph (1087,9 km/h). Breedlove considera que el vehículo es capaz de sobrepasar las 800 mph (1287,5 km/h).
A finales del 2006 se anunció que que Breedlove vendió el Spirit a Steve Fossett, quien iba a intentar romper el récord en 2007, marcando el fin de una era de récord de velocidad en tierra. Desafortunadamente, Fossett murió en un accidente de aviación en 2007.

## Reconocimientos
Fue incluido en El Salón de la Fama de los deportes a motor de Estados Unidos (Motorsports Hall of Fame of America) en 1993.
En el 2000, fue incluido en El Salón Internacional de los deportes a motor (International Motorsports Hall of Fame).